# Пођо Канозо (Асколи Пичено)
Пођо Канозо (итал. Poggio Canoso) насеље је у Италији у округу Асколи Пичено, региону Марке.
Према процени из 2011. у насељу је живело 22 становника. Насеље се налази на надморској висини од 476 м.